# Limbert royal
Aulopus filamentosus
Espèce
Statut de conservation UICN

 LC 20 octobre 2013 : Préoccupation mineure
Le Limbert royal (Aulopus filamentosus) est une espèce de poissons téléostéens de la famille des Aulopidae.

## Systématique
L'espèce Aulopus filamentosus a été décrite pour la première fois en 1953 par Marcus Élieser Bloch (1723-1799), sous le protonyme Salmo filamentosus.

### Synonymie
Selon Catalogue of Life  :
- Aulopus filifer Valenciennes, 1839
- Aulopus maculatus Valenciennes, 1839
- Aulopus nanae Mead, 1958
- Autopus filamentosus (Bloch, 1792)
- Osmerus saurus Risso, 1810
- Salmo filamentosus Bloch, 1792
- Salmo tirus Rafinesque, 1810
- Osmerus saurus Forsskål, 1775

## Description
Aulopus filamentosus possède un corps allongé qui peut atteindre les 44 cm, bien que sa taille se situe généralement aux alentours des 30 cm.

## Distribution
Cette espèce se croise dans la mer Méditerranée, dans l’Atlantique est et dans la mer des Caraïbes à des profondeurs variant généralement de 50 à 200 m, même si certains spécimens peuvent être retrouvés jusqu'à 1 000 m.

## Étymologie
Son épithète spécifique, filamentosus, « filamenteux » fait référence à l'aspect de la première nageoire dorsale.

## Comportement

### Proies
Le limbert royal se nourrit essentiellement de poissons plus petits et de crustacés de la famille des Penaeidae

### Prédateurs
Le Limbert royal est la proie de poissons plus gros comme le thon jaune

## Publication originale
- (de) Bloch, « Beschreibung zweyer neuen Fische », Schriften der Gesellschaft Naturforschender Freunde zu Berlin, vol. 10,‎ 1792, p. 422-424